# Kabelrodd
Kabelrodd är en övning som utförs sittande där man drar en viktbelastad kabel fram och åter. Det är en övning främst för stora ryggmuskeln, Latissimus dorsi.

## Galleri

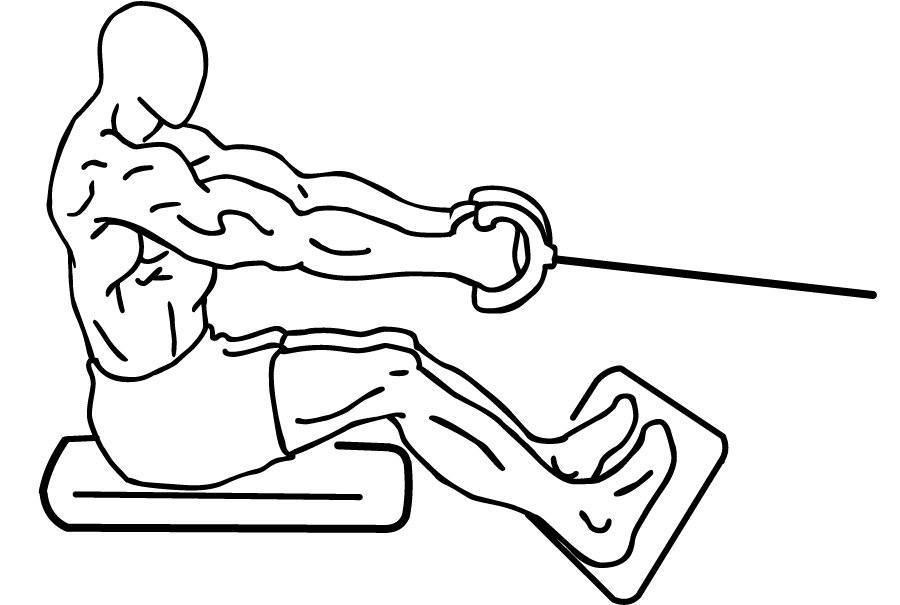
Startpunkt
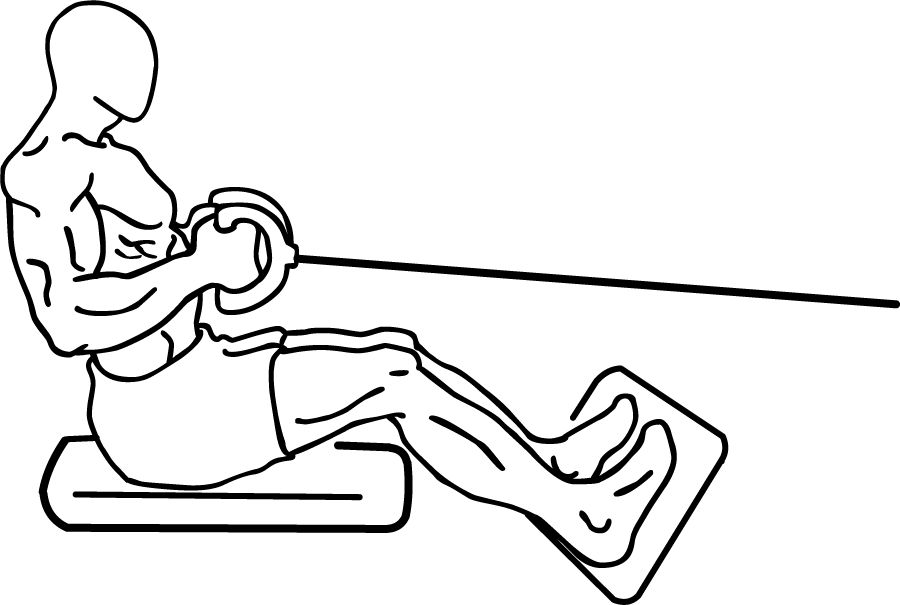
Slutpunkt